# Гайдамак (бухта)
Гайдама́к — бухта на западе залива Восток Японского моря.
Бухта Гайдамак вдаётся в западный берег залива Восток между мысом Чайковского и находящегося в 5,5 кабельтовых к северо-востоку от него мысом Бурунный. Северный и южный берега бухты возвышенные, обрывистые и извилистые. В её северный берег вдаётся несколько бухточек, к вершинам которых выходят узкие долины, образующие короткие участки песчано-галечного берега. Длина бухты 2,5 км, ширина 0,5 км. Бухта имеет полузакрытую акваторию, несколько прикрытую от юго-восточной зыби, которая при входе в бухту разбивается у мыса Бурунный.
Бухта была открыта в 1861 году экипажем клипера «Гайдамак», командир которого (Алексей Пещуров) присвоил ей название в честь корабля — бухта Гайдамак. На берегах бухты находятся судоремонтный завод и рыболовецкий колхоз, а также микрорайон Ливадия, входящий в состав города Находки.
Эта бухта настолько тихая,

Что сюда не заходит волна,

Лишь случайный буксир пропыхает,

Всколыхнёт, и вновь тишина...
В 1868 году на берегу бухты финнами было основано первое поселение, которое просуществовало до конца 1870-х годов. В 1890-х годах здесь находилась база китобойного промысла капитана Акима Дыдымова, а позже — графа Кайзерлинга, которая просуществовала до 1910-х годов.

## Фотографии

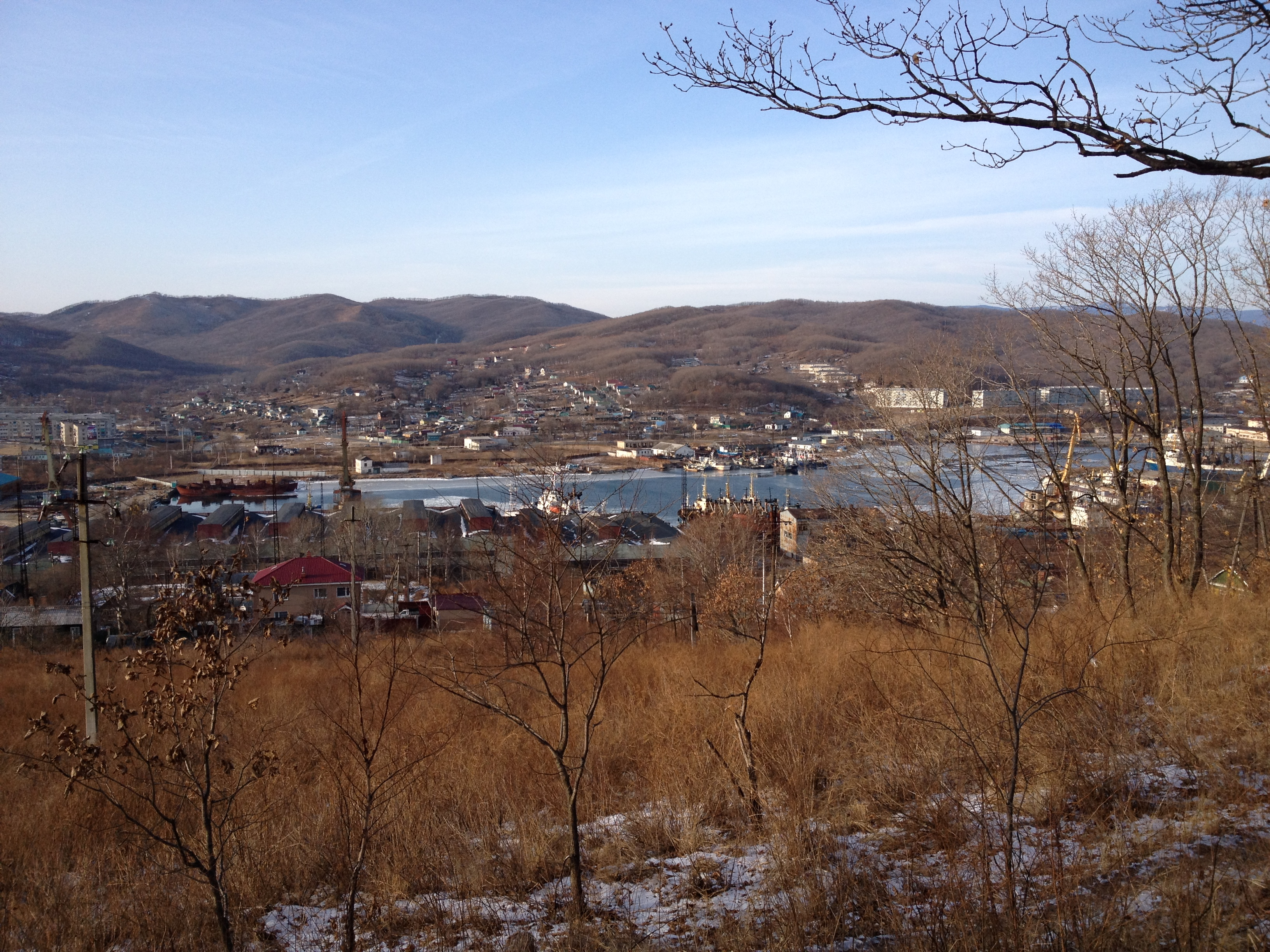
Гавань Гайдамачик в бухте Гайдамак